# 뇌문광
뇌문광(頼文光, Lai Wenguang, 1827년 – 1868년)은 태평천국의 지도자 중 한 명으로 준왕으로 불렸다. 1864년, 천경이 함락된 후, 태평천국군과 염군을 합류시켜 그 수령 중 한 사람이 되었다.

## 생애
홍수전의 처 뇌씨와 그의 동생 뇌한영의 사촌이라는 설도 있다. 1851년의 금전봉기에 참가, 1852년에 문관에 임명되었지만, 1856년에 무관의 길을 택했다. 1860년 제2차 강북대영 공략, 제2차 강남대영 공략에 참여했고, 이듬해 영왕 진옥성의 호북 황주 원정을 따라 가서 그 공적으로 준왕에 봉해졌다. 안경 함락 후 려주로 물러났다.
1862년, 뇌문광과 부왕 진득재는 하남과 산서에서 서정을 시작했고, 이듬해 한중을 점거했다. 1864년, 천경을 구원하기 위해 진득재와 함께 호북 · 안휘의 경계 지대에 이르렀다. 천경에서는 식량 부족이 극에 달해 있었기 때문에, 가을의 수확을 기다려 진군할 예정이었지만, 7월에 천경이 함락된다. 11월, 진득재는 곽산에서 패배해 자살하고, 군은 와해되었다. 뇌문광과 염군의 수령인 장종우는 태평천국군과 염군을 합치기로 결정하고 장종우 등과 함께 염군의 새로운 지도자로 추대되었다.
1865년, 산동의 고루채 전투에서 청나라 정예인 보르지기트 셍게린첸 군을 이겼다. 이듬해 10월 뇌문광과 장종우는 염군을 동서로 나누는 전략을 취했다. 1867년 1월 동염군이 호북에서 상군의 곽송림 군을 격파하고, 이어 회군의 장수산을 상대로 승리를 거두었다. 이거 윤륭하 전투에서는 처음에는 우세했지만 후반에 패했다. 3월 상군 팽육귤의 군대를 격파했다. 그 하남을 거쳐 산동에 들어갔지만, 청군의 포위를 당해 12월에 전멸했다. 뇌문광은 수천 명을 이끌고 탈출했지만, 1868년, 양주에서 사로잡혀 처형되었다.